# Svaz jugoslávských odborů

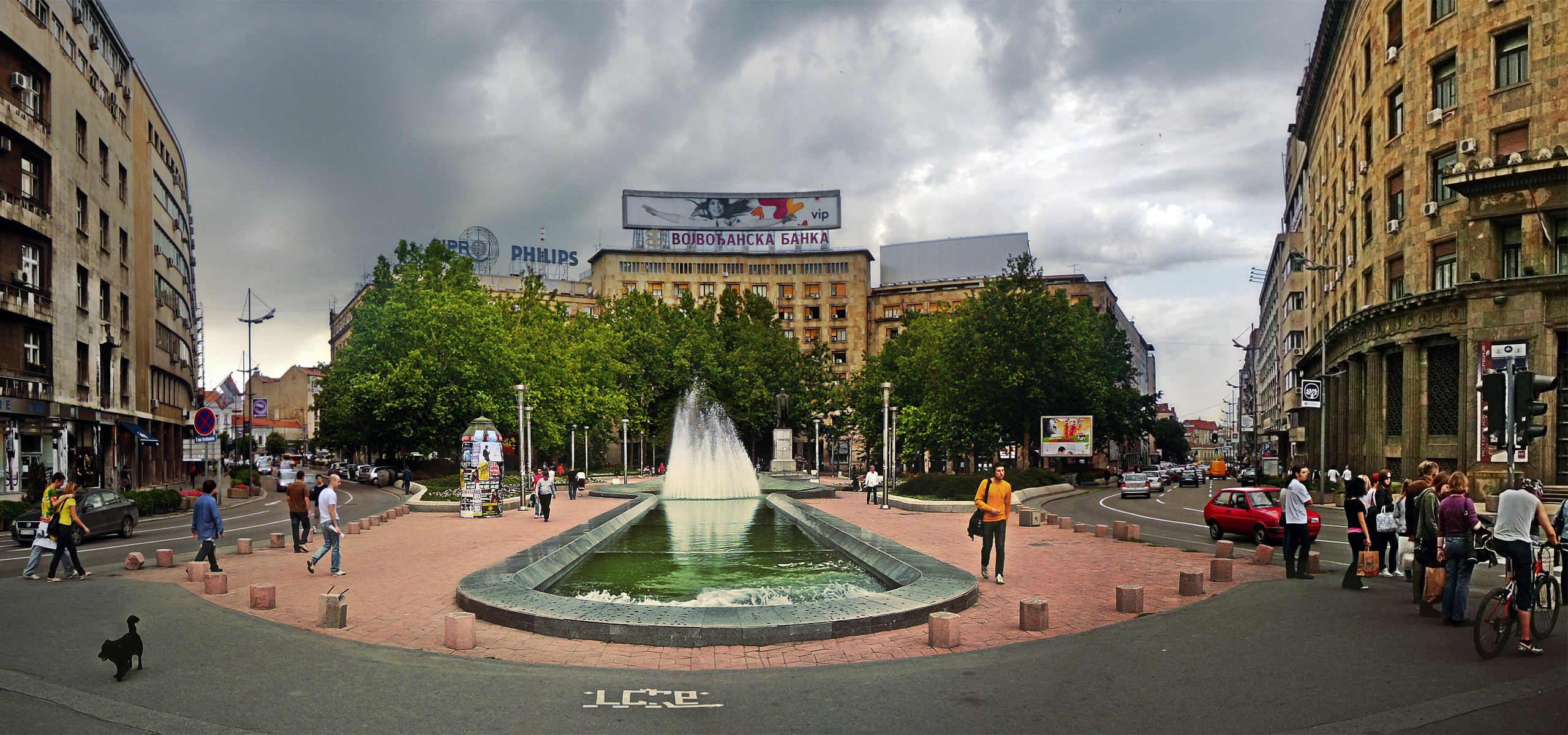
Budova odborů v Bělehradě

Svaz jugoslávských odborů (srbochorvatsky Savez sindikata Jugoslavije/Савез синдиката Југославије, makedonsky Сојуз на синдикатите на Југославија, slovinsky Zveza sindikatov Jugoslavije) byl jednotnou odborovou organizací na území Socialistické federativní republiky Jugoslávie.
Jugoslávský svaz odborů vznikl navázáním na tradici meziválečných odborů, které byly v nemilosti tehdejšího královského režimu (v roce 1940 byly dokonce postaveny mimo zákon). Hned v lednu 1945 však byly v Bělehradě zřízeny nové odbory, které od roku 1948 nesly název Svaz jugoslávských odborů. Fungování odborů v dobách existence socialistické Jugoslávie nicméně odrážela poměry tehdejšího komunistického režimu. SJO byl oficiálně rozdělen na 6 republikových a 2 regionální organizace. Úkolem svazu odborů bylo oficiálně prohlubování samosprávy pracujících a znemožňování zásahu státu (byrokratických tendencí) do fungování podniků. V každém jugoslávském podniku byla vždy automaticky zřizována organizace SJO. Členství v organizaci však bylo oficiálně dobrovolné. V roce 1978 měl Svaz jugoslávských odborů celkem 4,9 milionů členů.
Koordinaci organizace zajišťovala Ústřední rada (srbochorvatsky Centralno vijeće/Centralno veće), která zajišťovala úzkou spolupráci odborů se Svazem komunistů Jugoslávie. Řada vrcholných představitelů státu dříve působila v odborech, než zastupovali významné stranické i státní posty (např. Mika Špiljak). V prezídiu odborů se dbalo na poměrné zastoupení pro každý z jugoslávských národů a národností. Nejvyšším orgánem byl sjezd, který byl svoláván jednou za čtyři roky. SJO nebyl členem světové federace odborů, ani jiné mezinárodní organizace.